# Fredlanea calliste
Fredlanea calliste là một loài bọ cánh cứng trong họ Cerambycidae.